# Küste von Helgoland
Küste von Helgoland ist der Bildtitel eines Gemäldes von Christian Morgenstern. Das Gemälde gehört zum Bestand der Sammlung Schack in München.
Morgenstern besuchte 1850 die damalige Modeinsel Helgoland. Dabei hatte er Skizzen der Felsküste angefertigt. 1863 malte er die Nachtansicht der Felsküste. In demselben Jahr erwarb Adolf Friedrich von Schack das Bild für seine Sammlung. Schack hatte die Insel selbst 1851 besucht.
1939 kam das Gemälde mit der gesamten Sammlung Schacks in den Besitz der Bayerischen Staatsgemäldesammlungen. 2016 war es eines der namensgebenden Bilder für die Ausstellung Neue Räume: Von Gibraltar bis Helgoland in der Sammlung Schack.
Morgenstern hat noch zwei weitere Bilder der Insel gemalt, die heute im Besitz der Hamburger Kunsthalle sind.

## Beschreibung
Das Gemälde hat eine Höhe von 79,5 cm und eine Breite von 122,8 cm. Es ist mit Ölfarbe auf Leinwand gemalt.
Es zeigt die Felsküste Helgolands bei Nacht im Mondschein, was dem Bild eine geheimnisvolle und düstere Stimmung verleiht. Am Fuß der Felsen sitzen zwei Personen an einem Lagerfeuer, eine weitere Person steht etwas abseits davon am Strand. Im Vordergrund ist an einem Felsen ein Boot vertäut, im Hintergrund segelt ein Zweimaster auf der See.
Ähnliche Küstenszenen bei Nacht sind beispielsweise von Caspar David Friedrich und Johan Christian Dahl bekannt.